# Joseph Maximilian Seelenmayer
 (mars 2024).
Joseph Maximilian Seelenmayer (1812-1854) est un peintre autrichien spécialisée en peinture religieuse particulièrement actif en Alsace de 1839 à sa mort.

## Biographie
Joseph Maximilian Seelenmayer naît le 23 mai 1812 à Mittelberg dans le Vorarlberg autrichien. Son père est l'aubergiste Joseph Seelenmayer et sa mère Rosalia Heim, dont la famille compte déjà plusieurs artistes. Il va à l'école d'art de Munich, où il se spécialise dans la peinture religieuse au contact de Johann von Schraudolph.
Seelenmayer commence sa carrière dans le Kleinwalsertal, mais quitte rapidement sa vallée natale pour l'Alsace. Il s'établit d'abord à Strasbourg, où il épouse Antoinette Haller, puis s'installe à Molsheim. Sa femme, avec laquelle il n'a pas d'enfant, meurt prématurément en 1853 et il ne lui survit qu'une année avant de mourir à son tour le 11 décembre 1854 à Molsheim.

## Œuvres
Seelenmayer a principalement réalisé des toiles, parfois de grandes dimensions, à destination des églises alsaciennes. Il existe assez peu d'œuvres notables antérieures à son arrivée en Alsace, à l'exception toutefois d'une série de portraits des membres de sa famille ainsi que son propre autoportrait,.
Il réalise en 1846 pour l'église Saint-Léger de Dessenheim un grand tableau représentant le Martyr de saint Sébastien. Il réalise un autre grand tableau, désormais perdu, sur le même thème pour l'église de Weckolsheim en 1847, puis l'année suivante pour la même église quatorze tableaux pour le chemin de croix.
D'autres œuvres de sa main se trouvent encore dans les églises de Mollkirch (1839), Geispolsheim (1845), Fegersheim (1847), Soultz-les-Bains (1847), Weckolsheim (1848), Molsheim (1848), Rosheim (1853) et Dauendorf (1854).